# Hans Katzer
Hans Katzer (ur. 31 stycznia 1919 w Kolonii, zm. 18 lipca 1996 tamże) – niemiecki polityk i działacz związkowy, deputowany Bundestagu i poseł do Parlamentu Europejskiego, w latach 1965–1969 minister pracy i spraw społecznych.

## Życiorys
Jego ojciec Karl Katzer był działaczem Dzieła Kolpinga i od 1919 do 1933 członkiem rady miejskiej Kolonii. Po tym, jak naziści pozbawili go pracy, rodzina popadła w biedę. Hans Katzer musiał przerwać naukę i zrezygnować z zamiaru studiowania architektury. Później kształcił się w szkole technicznej branży tekstylnej w Mönchengladbach, odbył też kurs z zakresu sprzedaży. W 1939 przymusowo wcielony do Wehrmachtu. Na przełomie 1941 i 1942 został postrzelony w płuco pod Moskwą, następnie spędził około roku w szpitalu. Po wyjściu z niego uzyskał stopień lejtnanta i został wysłany na kurs oficerski do Metzu. W 1945 przez krótki czas był jeńcem wojennym. Po wojnie pracował w urzędzie pracy w Kolonii, dochodząc do stanowiska szefa departamentu. Publikował też w czasopismach „Sozialeordnung” i „Betriebsräte-Briefe”.
W 1945 należał do grona założycieli kolońskiej Unii Chrześcijańsko-Demokratycznej, od 1969 do 1980 był federalnym wiceprzewodniczącym partii. Wieloletni działacz związanego z CDU związku zawodowego Christlich-Demokratische Arbeitnehmerschaft, od 1963 do 1977 pełnił funkcję przewodniczącego tej organizacji. W 1977 został natomiast prezesem chrześcijańsko-demokratycznego związku afiliowanego przy Europejskiej Partii Ludowej. W latach 1952–1957 radny miejski Kolonii. W 1957 po raz pierwszy wybrany do Bundestagu, zasiadał w nim nieprzerwanie do 1980 przez pięć kadencji. Od 1965 do 1969 minister pracy i spraw społecznych w rządach kanclerzy Ludwiga Erharda i Kurta Georga Kiesingera. W 1979 wybrany posłem do Parlamentu Europejskiego. Należał do prezydium Europejskiej Partii Ludowej, od 1979 do 1982 pełnił funkcję wiceprzewodniczącego PE.
Od 1949 żonaty z Elisabeth, córką polityka Jakoba Kaisera, miał córkę.

## Odznaczenia i wyróżnienia
Odznaczony m.in. Wielkim Krzyżem Zasługi z Gwiazdą (1969) oraz Wielkim Krzyżem Zasługi z Gwiazdą i Wstęgą (1973) Orderu Zasługi Republiki Federalnej Niemiec, a także nagrodami imienia Hansa Böcklera i Ludgera Westricka. Jego imieniem nazwano jedną z ulic Kolonii.